# 第1潜水戦隊 (アメリカ海軍)
第1潜水戦隊（英称：Submarine Squadron 1）は、太平洋艦隊潜水艦部隊隷下の潜水艦部隊の一つ。ハワイ州パールハーバー海軍基地に配備されている。

## 概要
第1潜水戦隊は、1941年5月にコネチカット州ニューロンドン海軍潜水艦基地で編成され、19隻の潜水艦で構成されていた。1945年10月1日にハワイ州パールハーバー海軍基地に移駐し、現在に至る。

## 所属艦
- SSN-698 ブレマートン （USS Bremerton, SSN-698）[1]
- SSN-699 ジャクソンビル （USS Jacksonville, SSN-699）[1]
- SSN-715 バッファロー （USS Buffalo, SSN-715）[1]
- SSN-759 ジェファーソンシティ （USS Jefferson City, SSN-759）[1]
- SSN-766 シャーロット （USS Charlotte, SSN-766）[1]
- SSN-772 グリーンビル （USS Greeneville, SSN-772）[1]
- SSN-775 テキサス （USS Texas, SSN-775）[1]
- SSN-776 ハワイ （USS Hawaii, SSN-776）[1]
- SSN-777 ノースカロライナ （USS North Carolina, SSN-777）[1]
- SSN-782 ミシシッピ （USS Mississippi, SSN-782）[1]